# Gymnopternus brunneifacies
Gymnopternus brunneifacies är en tvåvingeart som först beskrevs av Robinson 1960.  Gymnopternus brunneifacies ingår i släktet Gymnopternus och familjen styltflugor.
Artens utbredningsområde är South Carolina. Inga underarter finns listade i Catalogue of Life.